# Ptychadenidae
Los pticadénidos (Ptychadenidae) son una familia de anfibios anuros compuesta por 3 géneros con distribución en el África subsahariana.

## Géneros
Se reconocen los tres siguientes según ASW:
- Hildebrandtia Nieden, 1907 (3 sp.)
- Lanzarana Clarke, 1982 (1 sp.)
- Ptychadena Boulenger, 1917 (51 sp.) [ tipo ]